# Эстония на летних Олимпийских играх 1928
Эстония принимала участие в Летних Олимпийских играх 1928 года в Амстердаме (Северная Голландия, Нидерланды) в третий раз за свою историю, и завоевала две золотые, одну серебряную и две бронзовые медали. Сборная страны состояла из 20 спортсменов (все — мужчины).

## Медалисты
| Медаль  | Спортсмен                                                                       | Вид спорта       | Дисциплина                              |
| ------- | ------------------------------------------------------------------------------- | ---------------- | --------------------------------------- |
| Золото  | Вольдемар Вяли                                                                  | Борьба           | Мужчины, греко-римская борьба, до 62 кг |
| Золото  | Освальд Кяпп                                                                    | Борьба           | Мужчины, вольная борьба, до 66 кг       |
| Серебро | Арнольд Лухаяэр                                                                 | Тяжёлая атлетика | Мужчины, свыше 82,5 кг                  |
| Бронза  | Альберт Кузнец                                                                  | Борьба           | Мужчины, греко-римская борьба, до 75 кг |
| Бронза  | Николай Векшин Вилльям фон Вирен Эберхард Вогдт Георг Фаэльман Андреас Фаэльман | Парусный спорт   | Класс «6 м»                             |